# 日本ライトハウス
社会福祉法人日本ライトハウス（しゃかいふくしほうじん・にっぽん・らいとはうす）は、視覚障害者が文化的な社会生活を確立するために必要な情報を取得したり、見えない・見えにくいことによって派生するできにくいことを解消・軽減して円滑な日常生活が営めるよう支援することを目的とする総合的な社会福祉施設である。

## 事業の運営
1922（大正11）年秋、自身も盲目である岩橋武夫が大阪市阿倍野区の自宅で点字出版に着手し、以来点字図書の製作・貸出事業、職業訓練や相談援護事業、生活支援などを通じて視覚障害者の社会参加を促すとともに、社会に対しても視覚障害者の受け入れに関する啓発活動を行ってきた。特に、1937（昭和12）年、1948（昭和23）年にヘレン・ケラーを迎えて、障害福祉を啓発するための大々的な全国キャンペーンを展開し、その成果として1949（昭和24）年に身体障害者福祉法が公布された。
2012（平成24）年には、法人の創業90周年を記念して、次の4つの基本理念、①社会の公器であることを自覚し、公正・健全・透明な事業活動を推進する。②信頼され、信任を得るサービスの充実をはかる。③誠実で包容力のある温かいサービスの提供につとめる。④時代や環境の変化に応じた組織づくりにつとめる、を設けるとともに、職員相互の討議によって、「職員倫理綱領」や「行動規範」を定めて日々の業務の指針としている。
各事業所の業務内容は、視覚障害リハビリテーション部門では、日常生活支援、単独歩行指導、就労支援、指導員の養成事業、家庭訪問や介護事業など行い、社会復帰の促進や地域生活の確立を支援するとともに、近年では、地域福祉を意識した「生きにくさ」を抱える人への相談事業も行っている。
盲導犬訓練所では、全国に向けて盲導犬の普及や育成、盲導犬を使った歩行指導や盲導犬のケア方法を習得する訓練事業を行っている。
点字出版部門（点字情報技術センター）では、触図製作を含む専門技術を活かして、点字の教科書や児童図書などの出版、自治体広報誌などの点字資料、駅・公共施設等の点字表示の製作を行っている。
また点字図書館部門（情報文化センター）では、点字・録音図書の製作・貸出に加えて、視覚障害者用具やICT機器の利用支援、電子書籍（マルチメディアデイジー図書等）や音声解説（映画やテレビ等への解説付与）の製作・普及活動などを展開している。
これらの事業の推進は、多くのボランティアの熱心な支援によるところが大きく、また、制度的な支えがない盲導犬訓練所の事業や今日的なニーズに応えるための実験的・開拓的な事業の推進は、寄附によって支えられている。

## 事務所
- 本部、視覚障害リハビリテーションセンター - 大阪市鶴見区
- 点字情報技術センター(TeCTI) - 東大阪市
- 情報文化センター - 大阪市西区
- 盲導犬訓練所 - 南河内郡千早赤阪村

## 著名な出身者
- 浅川智恵子（情報処理学科） - 工学博士、日本科学未来館館長（第2代）